# Comerț intrasectorial
Comerțul intrasectorial se referă la schimbul de produse similare aparținând aceleiași industrii. Termenul este de obicei aplicat comerțului internațional, unde aceleași tipuri de bunuri sau servicii sunt atât importate, cât și exportate. 

## Exemple
Exemple de acest tip de comerț includ: comerțul cu automobile, comerțul cu produse alimentare și băuturi, comerțul cu computere și minerale etc. 
Spre exemplu, România exportă Dacia Sandero, dar în același timp importă mașini similare ca preț și clasă, precum Hyundai i20 sau Ford Ka. Conform accepțiunilor vechi ale teoriilor comerțului, aceste schimburi nu ar fi trebuit să se întâmple.   

## Explicație
Potrivit lui Nigel Grimwade, „O explicație nu poate fi găsită în cadrul teoriei comerțului clasic sau neoclasic. Aceasta din urmă prevede doar specializarea și comerțul intersectorial".  Totuși, acesta afirmație este discutabilă.  
Modelul tradițional al comerțului, reprezentat de modelul lui David Ricardo și, ulterior, modelul Heckscher – Ohlin, au încercat să explice cauzele și fluxurile comerțului internațional . Ambele modele au folosit ideea de avantaj comparativ relativ. Cu toate acestea, mulți economiști au afirmat că aceste modele nu oferă nicio explicație pentru comerțul intrasectorial, întrucât, conform ipotezelor teoriilor de mai sus, țările cu dotări identice de factori de producție nu ar trebui să aibă relații comerciale.  Prin urmare, alte explicații se oferă pentru comerțul intrasectorial. 
J.M.Finger a susținut că nu există cu adevărat un comerț intrasectorial care să contrazică teoriile clasice, ci mai degrabă o înțelegere greșită a teoriei care a dus la o clasificare greșită a bunurilor supuse comerțului. Astfel, dacă se stipulează condiția ca variația proporțiilor factorilor de producție să fie mai mare între gupele de produse, decât în grupele de produse, comerțul intrasectorial devine nesemnificativ, iar teoria clasică (Heckscher-Ohlin) rezistă. Totuși, chiar dacă categorisirea produselor se face în detaliu, după criterii fine de agregare, comerțul intrasectorial rămâne semnificativ, ceea ce contrazice teoria lui Finger.
O altă explicație, tot bazată pe metodologia de categorisire a produselor, a fost oferită de Flavey & Kierzkowski (1987). Ignorând cerința ca produsele dintr-o categorie să fie produse sub condiții tehnice identice, cei doi oferă o explicație a comerțului intrasectorial bazată pe diferențele în calitatea percepută a produselor (din perspectiva cererii) și a intensității utilizării capitalului, corelat direct cu calitatea produselor (din pespectiva ofertei). Însa prin ignorarea cerinței ca produsele dintr-o categorie să fie produse sub condiții tehnice identice, însăși referirea la comerțul descris de Flavey & Kierzkowski (1987) ca intrasectorial devine chestionabilă. 
Au existat inclusiv încercări de dezvoltare ale teoriei clasice, pentru a include comerțul intrasectorial - exp. Heckscher-Ohlin-Samuelson. Alți economiști, precum Joan Rogers, afirmă că modelul Hecksher-Ohlin continuă sa explice inclusiv comerțul intrasectorial, dacă este interpretat corect, dovedind că odată cu creșterea similitudinii funcțiilor de producție ale produselor din aceeasi categorie, crește și comerțul intrasectorial. 
Cea mai cuprinzătoare și larg acceptată explicație, cel puțin în cadrul științei economice, este cea a noii teorii comerciale a lui Paul Krugman. Krugman susține că națiunile se specializează pentru a profita de economiile de scară, nu în funcție de disponibilitatea și cererea factorilor de producție, cum susține teoria neoclasică. În special, comerțul permite țărilor să se specializeze în anumite procese de producție, profitând de avantajele aduse de obținerea economiilor de scară. Pe de altă parte însă, varietatea de produse la dispoziția consumatorului trebuie menținută. 

## Tipuri
Conform OECD, există două tipuri de comerț intrasectorial:
1. Comerț orizontal, când produsele sunt similare, iar variațiile sunt mici (exp. mașini de branduri diferite, dar prețuri și clase similare).
2. Comerț vertical, când produsele pot fi diferențiate pe baza prețului și calității.